# Colargol
Colargol è un orso creato dalla scrittrice francese Olga Pouchine nel 1950.
Colargol divenne inizialmente famoso grazie ad una serie di registrazioni per bambini da parte della Philips Records nel 1960 in cui si racconta la storia di un orsetto che vuole cantare e viaggiare per il mondo.

## Colargol in televisione
Dopo il successo dell'albo di Colargol, la società di animazioni di Albert Barillé, la Procidis, iniziò la produzione de Les Aventures de Colargol, una serie a pupazzi animati a passo uno, con i protagonisti del mondo di Colargol. Barillé arruola il polacco Tadeusz Wilkosz come animatore e la Se-ma-for di Łódź per creare l'animazione.
La musica per la serie è stata eseguita da Mireille, l'orchestrazione è eseguita da Jean-Michel Defaye, e il testo è opera di Victor Villien.
La serie è stata prodotta dal 1967 al 1974, composta da tredici episodi di 53 minuti, i quali sono stati trasmessi in molti paesi europei. Les Aventures de Colargol è stato rinominato Barnaby quando è stato doppiato in inglese e diffuso nel Regno Unito dalla BBC. 
La serie ha subito un altro cambiamento di nome, quando una seconda versione doppiata della serie è stato diffusa in Canada, questa volta come Jeremy l'Orso.
Sia nella versione originale che in Jeremy l'Orso la sequenza di apertura varia per ciascun episodio, così come il tema d'apertura in funzione della storia. Tuttavia, il brano finale ha la tendenza ad essere lo stesso per ogni episodio.
La serie fu trasposta anche in tre pellicole cinematografiche in Polonia: Colargol na Dzikim Zachodzie (Colargol nel selvaggio West) nel 1976, Colargol zdobywcą kosmosu (Colargol, il Conquistatore dello spazio), nel 1978, e Colargol i cudowna walizka (Colargol e la Valigia magica) nel 1979.

## Elenco parziale degli episodi
- Nel bosco
- The Bear Viste The King of the Birds e impara a cantare
- Il Concerto
- Il Circo
- The Rescue
- Barnaby impara a nuotare
- Ship's Boy
- Per sfuggire a Nordine
- Torna a La foresta
- L'Holiday
- Benvenuti a Nordine
- Crow's Wedding
- Addio Nordine

## Barnaby
Barnaby è la versione britannica della serie animata Colargol. Barnaby era il nome del figlio del narratore Colin Jeavons. Barnaby fu trasmesso per la prima volta nel programma Guarda con la mamma nel mese di aprile 1973, nella BBC. La versione in lingua inglese è stata prodotta da Michael Grafton-Robinson.

## Jeremy l'orso
Jeremy l'Orso è la versione canadese di Colargol, un programma che andò in onda tra il 1970 e il 1980. A differenza della versione inglese, Jeremy l'Orso ha conservato tutti gli episodi intatti e nel corretto ordine.

## Curiosità
- Tra le mascotte Fuwa dei Giochi Olimpici 2008 di Pechino, una ha alcune somiglianze con Colargol.
- All'inizio di un episodio, nella scena di un treno in partenza, la fotocamera zooma su un semaforo. Un riferimento e gioco di parole con lo studio polacco di animazione Se-ma-for.